# Мошенский, Михаил Леонидович
Михаил Леонидович Мошенский (1947—2000) — белорусский предприниматель.

## Биография
Родился в поселке Буревестник Курильского района Сахалинской области РФ. Окончил Брестский железнодорожный техникум и институт железнодорожного транспорта. До 1991 года работал на Брестском электромеханическом заводе (последняя должность — начальник конструкторско-тематического отдела специализированного конструкторского бюро). Участвовал в разработке и сопровождении СВТ (устройств ЭВМ ЕС, ФСМ различных модификаций, Бланк-П), медтехники (Фотоплетизмограф ФПГ-02) и других устройств.
Основатель СП «Санта Импэкс Брест» (торговля рыбой, рыбопереработка). В 1998 году учреждено дочернее предприятие СП «Санта-Бремор». Ввел в бизнес своего сына Александра Мошенского, который в 2018 году возглавил топ-25 выдающихся бизнесменов современной Беларуси.

## Семья
- Сын — Александр Михайлович Мошенский (1970 г.р.).

## Признание
После смерти Михаила Мошенского в 2000 году в его память была переименована одна из улиц Бреста. В 2001 году Брестский горисполком принял решение переименовать улицу Шоссейную в улицу имени Михаила Мошенского по просьбе Союза предпринимателей Брестской области. В топ-25 выдающихся бизнесменов современной Беларуси Михаил занимает 18-е место.